# 馬德里地鐵10號線
馬德里地鐵10號線（西班牙語：Línea 10）是馬德里地鐵兩條路線的結合，分別是舊的8號線由富恩卡拉爾站前往新部委站以及過去的近郊列車（又名S線）由阿隆索·馬丁內斯站前往阿魯切站，此段在1980年代編號定為10號線，並由西班牙窄軌鐵路營運，直接S線的管理權轉交馬德里自治區。1990年代，馬德里計劃將這兩條路合併，但8號線是大型路線而S線為小型路線，導致馬德里需要將近郊路段重建以容納大型列車，需時近五年。在這個過程中，所有的島式月台都被拆除，隧道擴建、月台削邊而車站亦進行現代化工程。同時亦需興建一段新的路線來往阿隆索·馬丁內斯站和新部門站，並興建格雷戈里奧·馬拉尼翁站。最後完工時，整條路線都可以使用大型列車，而路線亦由田園之家站延長至科洛尼亞花園站。田園之家站至阿魯切站轉交5號線使用。

10號線

2003年4月11日，10號線延長至南門站 (馬德里地鐵)，並連接12號線（又稱地鐵南線）。此延線最後兩站實際上不位於馬德里而是阿爾科爾孔。華金·比倫布拉萊斯站亦相當特別，此站是少數設有島式月台而非側式月台的車站。2006年12月22日，西班牙航空站啟用。此站服務鄰近的飛機博物館。2007年4月26日北延至北醫院站（2008年8月更名為索非亞公主醫院站）。而富恩卡拉爾站的下一站特雷斯奧利沃斯站是轉乘正常10A線和10B線的轉乘站。所有前往該站以北的乘客都必須在該站轉乘，反之亦然，亦即所謂10B線，而通過市中心段則稱為10A線。該路線將馬德里和阿爾科文達斯和聖塞瓦斯蒂安-德洛斯雷耶斯